# هانس لوتنئگر
هانس لوتنئگر (انگلیسی: Hans Leutenegger؛ زادهٔ ۱۶ ژانویهٔ ۱۹۴۰) ورزشکار بابسلد و بازیگر سینما اهل سوئیس بود.